# Vladimir Kulik
Vladimir Jur'evič Kulik (in russo Владимир Юрьевич Кулик?; Leningrado, 18 febbraio 1972) è un ex calciatore russo, di ruolo attaccante.